# História da eugenia
A história da eugenia é o estudo do desenvolvimento e da defesa de ideias relacionadas à eugenia ao redor do mundo. Ideias eugênicas iniciais foram discutidas na Grécia Antiga e em Roma. O auge do movimento moderno da eugenia ocorreu no final do século XIX e no início do século XX.

## Eugenia na Antiguidade

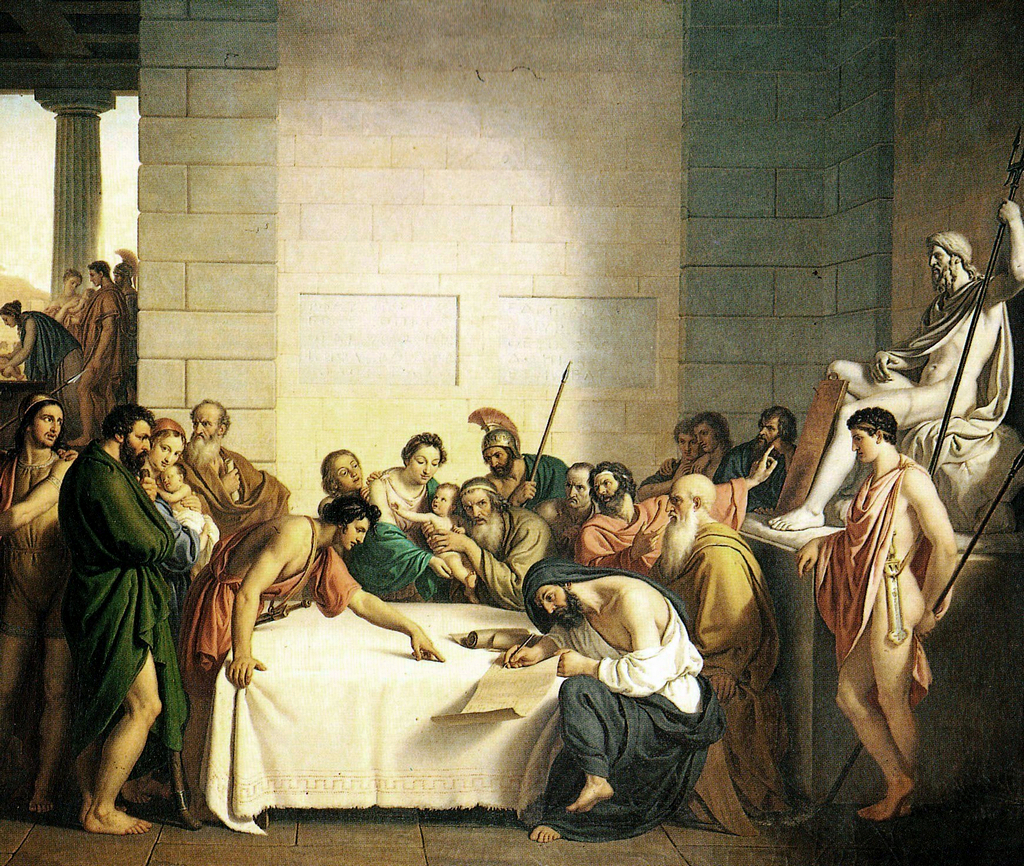
A seleção dos infantes espartanos, de Giuseppe Diotti (1840)

Segundo Plutarco, em Esparta toda criança nascida de cidadão legítimo era inspecionada pelo conselho de anciãos, a Gerúsia, que determinava se ela era apta a viver. Se o recém-nascido era considerado incapaz, era lançado em um abismo. Plutarco é a única fonte histórica que descreve a prática sistemática de infanticídio motivado por eugenia em Esparta. Embora o infanticídio tenha sido praticado em várias cidades-estado gregas, não há fontes contemporâneas que confirmem alegações de infanticídio em massa motivado por eugenia. Em 2007, questionou-se a sugestão de que os bebês eram abandonados próximo ao Monte Taígete, devido à falta de evidências físicas. Pesquisa do antropólogo Theodoros Pitsios encontrou apenas corpos de adolescentes até aproximadamente 35 anos.
A filosofia política de Platão incluía a crença de que a reprodução humana deveria ser cuidadosamente monitorada e controlada pelo Estado por meio de seleção artificial.
Segundo Tácito (c. 56 – c. 120), autor romano do período imperial, as tribos germânicas de sua época matavam qualquer membro considerado covarde, não guerreiro ou "manchado por vícios abomináveis", geralmente afogando-o em pântanos. Historiadores modernos consideram pouco confiáveis os detalhes etnográficos de Tácito.

## Redescoberta

### Contexto sociocultural da época
Outra questão é por que a eugenia ressurgiu nessa época e de formas cuja complexidade ainda sustenta um campo ativo de estudos em história intelectual.

### Teoria de Galton

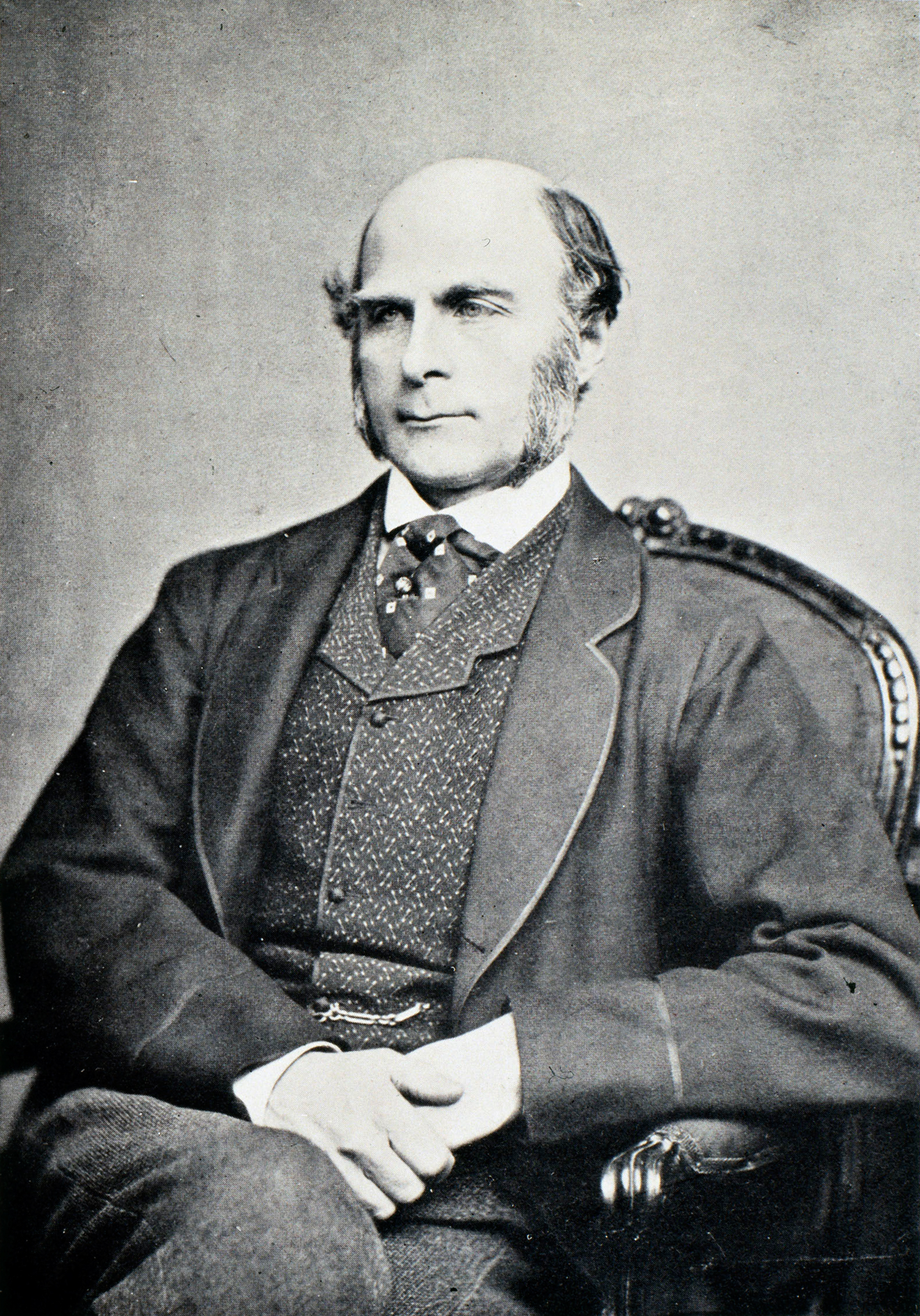
Sir Francis Galton desenvolveu inicialmente as ideias de eugenia usando estatísticas sociais.

Sir Francis Galton (1822–1911) sistematizou essas ideias e práticas à luz dos novos conhecimentos sobre evolução providos pela teoria de seu meio-primo Charles Darwin nas décadas de 1860 e 1870. Após ler A Origem das Espécies, Galton argumentou que os mecanismos da seleção natural eram potencialmente frustrados pela civilização humana. Ele raciocinou que, como muitas sociedades buscavam proteger os mais fracos, tais políticas contrariavam a seleção natural responsável pela extinção dos mais fracos, e somente mudando essas políticas sociais poderia a sociedade ser poupada de uma "reversão em direção à mediocridade"—frase que cunhou em estatística e que mais tarde evoluiu para o conceito de "regressão à média". (Galton também cunhou o termo "natureza versus criação".)
Galton esboçou pela primeira vez sua teoria no artigo de 1865 "Hereditary Talent and Character" e a elaborou em seu livro de 1869 Hereditary Genius. Ele começou estudando como traços intelectuais, morais e de personalidade tendiam a ocorrer em famílias. Seu argumento básico era que “gênio” e “talento” são traços hereditários em humanos, embora nem ele nem Darwin tivessem ainda um modelo funcional de hereditariedade. Concluiu que, assim como se pode usar seleção artificial para acentuar traços em animais, resultados semelhantes poderiam ser esperados aplicando-se os mesmos métodos aos humanos. Conforme escreveu na introdução de Hereditary Genius:
Proponho mostrar neste livro que as habilidades naturais de um homem derivam-se da herança, sob exatamente as mesmas limitações que afetam a forma e as características físicas de todo o mundo orgânico. Consequentemente, assim como é fácil, não obstante tais limitações, obter por seleção cuidadosa uma raça permanente de cães ou cavalos dotados de poderes peculiares de corrida, ou de realizar qualquer outra coisa, também seria perfeitamente possível produzir uma raça de homens altamente dotados por casamentos criteriosos durante várias gerações consecutivas.
Galton alegou que os menos inteligentes eram mais fecundos do que os mais inteligentes de sua época. Ele não propôs métodos de seleção específicos; esperava que uma mudança nos costumes sociais levasse as pessoas a perceber a importância do melhoramento genético. Empregou o termo eugênico pela primeira vez em sua obra de 1883 Inquiries into Human Faculty and Its Development, definindo-o como "questões relacionadas ao cultivo da raça, ou, como poderíamos chamar, a perguntas 'eugênicas'". Ele incluiu uma nota explicativa:
Isto é, com questões designadas em grego como eugenes, nomeadamente, bom de estoque, hereditariamente dotado de qualidades nobres. Esta, e as palavras afins, eugeneia, etc., aplicam-se igualmente a homens, brutos e plantas. Precisamos muito de uma palavra breve para expressar a ciência de melhorar o estoque, que de modo algum se restringe a questões de acasalamento judicioso, mas que, especialmente no caso do homem, leva em conta todas as influências que tendem, ainda que remotamente, a dar às raças ou linhagens de sangue mais adequadas uma chance melhor de prevalecer rapidamente sobre as menos adequadas do que teriam de outra forma. A palavra eugenics expressaria suficientemente essa ideia; é pelo menos uma palavra mais elegante e generalizada do que viriculture, que uma vez me atrevi a usar.
Em 1908, em Memories of My Life, Galton definiu eugenia como "o estudo de agências sob controle social que podem melhorar ou prejudicar as qualidades raciais das gerações futuras, física ou mentalmente", definição acordada em consulta com um comitê que incluía o biométrico Karl Pearson. Em uma palestra de 1904 na recém-formada Sociological Society da London School of Economics, Galton preferiu definir eugenia como "a ciência que lida com todas as influências que melhoram as qualidades inatas de uma raça; bem como com aquelas que as desenvolvem ao máximo benefício". Essa definição, que abrangia criação e ambiente além da hereditariedade, foi preferida por setores liberais e progressistas do movimento.
A formulação de Galton baseou-se em forte abordagem estadística, muito influenciada pela "física social" de Adolphe Quetelet. Ao contrário de Quetelet, Galton não enalteceu o "homem médio", mas o considerou medíocre. Galton e seu sucessor estatístico Karl Pearson desenvolveram a abordagem biométrica para a eugenia, criando modelos estatísticos complexos para descrever a hereditariedade de traços. Porém, com a redescoberta das leis de Gregor Mendel, surgiram dois grupos: estatísticos e biólogos, que criticavam-se mutuamente por falta de profundidade em seus campos respectivos.
Eventualmente, a eugenia passou a designar a reprodução seletiva humana com intenção de produzir filhos com traços desejáveis, geralmente influenciando taxas de natalidade diferenciais. As políticas eugênicas dividiam-se em duas categorias: eugenia positiva, o estímulo à reprodução de indivíduos com traços considerados vantajosos; e eugenia negativa, o desestímulo ou impedimento da reprodução de indivíduos com traços considerados indesejáveis. Políticas negativas variaram de pagamento a esterilização voluntária, tentativas de segregação, esterilização compulsória e até genocídio. Políticas positivas ofereceram prêmios ou bônus a pais "aptos" que tivessem mais filhos. Práticas aparentemente inofensivas, como aconselhamento matrimonial, tinham ligações com a ideologia eugênica. A eugenia guarda semelhanças superficiais com o darwinismo social; ambos afirmavam que a inteligência era herdada, mas enquanto o darwinismo social defendia que a própria sociedade naturalmente conteria a "dysgenia" se não houvesse políticas de bem-estar, a eugenia exigia ações ativas para melhorar a "qualidade racial".

### Charles Davenport
Charles Davenport (1866–1944), cientista dos Estados Unidos, destacou-se como um dos principais eugenistas da história. Com financiamento da Carnegie Institution, fundou em 1904 a Estação de Evolução Experimental no Cold Spring Harbor e, em 1910, o Eugenics Records Office, que forneceu base científica para políticas eugênicas posteriores, como a esterilização compulsória. Em 1925, foi fundamental para a criação da Federação Internacional de Organizações Eugenistas (IFEO), tornando-se seu primeiro presidente. Apesar de associado ao Cold Spring Harbor e à Carnegie Institute of Washington, o Eugenics Record Office tornou-se embaraço após debates com Franz Boas e acabou integrado ao Cold Spring Harbor Laboratory. Entretanto, as visões racistas de Davenport não foram unânimes entre geneticistas de Cold Spring Harbor, como H. J. Muller, Bentley Glass e Esther Lederberg.
Em 1932, Davenport recebeu Ernst Rüdin, proeminente eugenista suíço, como seu sucessor na presidência da IFEO. Rüdin, diretor da Deutsche Forschungsgemeinschaft em Munique, cofundou com Alfred Ploetz a Sociedade Alemã de Higiene Racial. Ploetz recomendou um sistema de "higiene racial" em que painéis de médicos decidiam se indivíduos tinham direito à cidadania ou a eutanásia involuntária. Outros eugenistas proeminentes associados a Davenport incluíram Harry Laughlin, Havelock Ellis, Irving Fischer, Eugen Fischer, Madison Grant, Lucien Howe e Margaret Sanger, fundadora de uma clínica em Nova Iorque que deu origem à Planned Parenthood. Mais tarde, Sanger encomendou a primeira pílula anticoncepcional.

## Políticas governamentais

### Reino Unido

Visão de Galton sobre a estrutura de classes britânica, base e ênfase do movimento eugênico na Grã-Bretanha.

Em setembro de 1903, formou-se um "Comitê Interdepartamental sobre Deterioração Física" presidido por Almeric W. FitzRoy, encarregado de investigar a alegada deterioração de classes da população evidenciada pelo alto percentual de rejeições por motivos físicos no alistamento no Exército Britânico. Entre as recomendações, formuladas pelo professor Daniel John Cunningham, estava um levantamento antropométrico da população. A Igreja Católica opôs-se à eugenia, como demonstrado nos escritos de Thomas John Gerrard.
Antes da Primeira Guerra Mundial, a eugenia contou com apoio de figuras de várias correntes políticas, incluindo economistas William Beveridge e John Maynard Keynes; socialistas fabianos como George Bernard Shaw, H. G. Wells, Havelock Ellis, Beatrice Webb e Sidney Webb; e conservadores como Winston Churchill e Arthur Balfour. John Maynard Keynes foi diretor da Sociedade Britânica de Eugenia e defendeu que a eugenia era "o ramo mais importante, significativo e, eu diria, genuíno da sociologia".
Galton, em palestra de 1901, mostrou a classificação da sociedade e defendeu que a eugenia negativa (prevenir reprodução) devia ser aplicada apenas aos "Indesejáveis" e a positiva (incentivar) às classes superiores. Apreciava, porém, o valor das classes trabalhadoras superiores.
O Mental Deficiency Act de 1913 propôs a segregação em massa dos "débeis mentais". Programas de esterilização compulsória não foram legalizados, embora alguns clínicos simpatizantes da eugenia esterilizassem mentalmente enfermos em caráter privado. A lei permitiu escolas residenciais para os "débeis mentais", fundadas por assistentes sociais como Mary Dendy.
Os defensores da eugenia mudaram a ênfase no Parlamento britânico de esterilização compulsória para esterilização voluntária, buscando maior aceitação. Em 1931, o deputado Major A. G. Church apresentou projeto de lei para legalizar vedado de esterilização voluntária; foi rejeitado por 167 votos a 89. Em 1934, o relatório Brock Report recomendou esterilização de pessoas com deficiência, mas o Parlamento não mudou a lei.
Duas universidades (University College London e Liverpool) criaram cursos de eugenia. O Instituto Galton, vinculado à UCL, foi dirigido por Karl Pearson.
Em 2008, o Parlamento do Reino Unido aprovou lei proibindo casais de escolher surdos e deficientes para implantação embrionária.
Em 2012, o Welfare Reform Act criou limites de benefícios (notadamente o teto de benefícios para dois filhos), visando reduzir nascimentos de pais beneficiários estatais, mas foi criticado como tentativa de restringir direitos reprodutivos de cidadãos pobres e agravador da pobreza infantil desde 2017.

### Estados Unidos
Um dos primeiros defensores modernos da eugenia foi Alexander Graham Bell. Em 1881, Bell investigou a taxa de surdez em Martha's Vineyard, Massachusetts, concluiu que era hereditária e sugeriu que casais surdos não se casassem para evitar propagar a condição, em sua palestra Memoir upon the formation of a deaf variety of the human race em 13 de novembro de 1883. Seu hobby de criação de animais levou à nomeação no Comitê de Eugenia da American Breeders' Association.
Outro pioneiro foi Charles Benedict Davenport (1866–1944). Em 1904, ele garantiu fundos para a Estação de Evolução Experimental, tornou-se ativo na ABA e publicou "The science of human improvement by better breeding", ligando agricultura e hereditariedade humana. Criou o Eugenics Record Office (1910), coletando centenas de milhares de históricos médicos, com agendas racistas e anti-imigração. Seu apoio em Cold Spring Harbor persistiu até 1963, antes de ser desacreditado.
No século XX, estudos sobre transtornos mentais familiares (esquizofrenia, bipolaridade, depressão) foram usados como provas para a causa eugênica. Leis estaduais do final do XIX e início do XX proibiram casamento e forçaram esterilização de enfermos mentais; mantidas pela Suprema Corte em 1927, só foram abolidas em meados do século, totalizando 60 000 esterilizações nos EUA.
Michigan foi o primeiro estado a propor lei de esterilização compulsória em 16 de maio de 1897, não aprovada, mas deu precedentes. Em 1907, Indiana aprovou legislação para esterilização compulsória de certos indivíduos, antes de ser derrubada em 1921, mas a Suprema Corte constituiu a lei de Virginia de 1924, permitindo esterilização compulsória em 1927.
A partir de Connecticut em 1896, muitos estados criaram leis matrimoniais com critérios eugênicos, proibindo casamento de epilépticos, imbecis ou "débeis mentais". Em 1898, Davenport dirigiu estação de pesquisa em Cold Spring Harbor, abrindo em 1910 o ERO e promovendo eugenia com Harry H. Laughlin.
W. E. B. Du Bois também defendia princípio eugênico de encorajar os mais talentosos de todas as raças a se reproduzir, para melhorar o "estoque" da humanidade.
A Immigration Restriction League, fundada em 1894, buscou barrar imigrantes considerados disfuncionais, defendendo teste de alfabetização, vetados em 1897 por McKinley e em 1913 e 1915 por Wilson, cujo segundo veto foi derrubado em 1917. Entre seus membros estavam A. Lawrence Lowell, William DeWitt Hyde, James T. Young e David Starr Jordan. Em 1909, formou com a ABA um comitê eugênico liderado por Jordan, com membros como Davenport e Bellows.
O ERO compilou inúmeros pedigrees e concluiu que os "incapazes" vinham de origens pobres. Eugenistas como Davenport, Henry H. Goddard e Madison Grant defenderam soluções como restrição imigratória, esterilização e até extermínio. Embora hoje criticados pela metodologia falha, eram vistos como ciência legítima. Opositores como Thomas Hunt Morgan criticavam mais a metodologia do que a própria eugenia.
Alguns estados continuaram a esterilizar "imbecis" até meados do século XX. Em 1927, na decisão Buck v. Bell, a Suprema Corte autorizou a Virgínia a esterilizar pacientes de instituições mentais. Entre 1907 e 1963, mais de 64 000 pessoas foram esterilizadas compulsoriamente nos EUA. O biólogo Paul Popenoe publicou estudo favorável sobre esterilização na Califórnia, amplamente citado pelo governo nazista.
Tais leis foram possíveis devido à aceitação pública do movimento eugênico, fomentado por reformadores progressistas. Mais de 19 milhões de pessoas visitaram a Panama–Pacific International Exposition em São Francisco de 20 de fevereiro a 4 de dezembro de 1915, onde eugenia e medicina tropical receberam destaque.
A Califórnia liderou o movimento e realizou cerca de 20 000 esterilizações entre 1909 e 1960 (). Em 1910, formou-se rede nacional de cientistas e profissionais promovendo legislação eugênica; a ABA, fundada em 1906, tinha entre seus membros Bell, Jordan e Burbank.
Após a Segunda Guerra, nos julgamentos de Nuremberg, acusados nazistas tentaram justificar as esterilizações citando os EUA como inspiração. A alegação de que eugenistas americanos apoiaram Hitler falhou ao ignorar a ligação entre tais políticas e o genocídio do Holocausto.

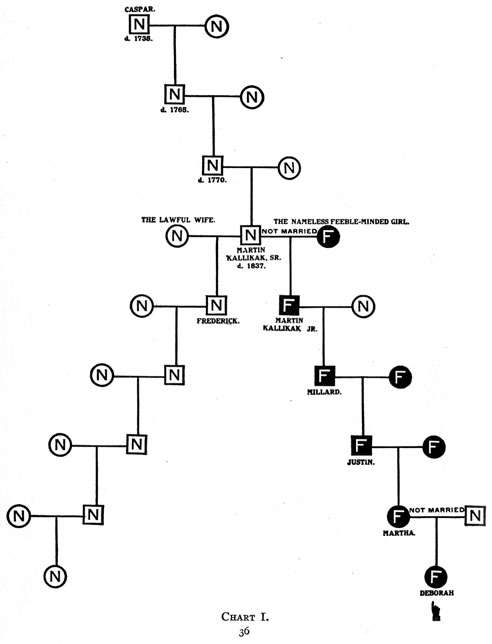
Pedigree de The Kallikak Family ilustrando como um caso isolado de desvio poderia gerar uma linhagem inteira de "imbecis".

O sociólogo William Graham Sumner defendia que, sem intervenção governamental, uma classe de gênio subiria naturalmente, seguida por uma classe de talento e uma massa de mediocridade; os "defeituosos" deviam afundar-se por conta própria, mas os delinquentes deviam ser eliminados ("Folkways", 1907).
Métodos eugênicos também reforçaram leis anti-mestiçagem nos EUA, como o Racial Integrity Act of 1924 na Virgínia. Essas leis só foram anuladas em 1967, em Loving v. Virginia.
Com a Immigration Act of 1924, eugenistas aconselharam o Congresso sobre o "perigo" de "estoque inferior" do leste e sul da Europa. Embora apoiado por eugenistas, também foi respaldado por sindicatos. A lei refletia a crença na superioridade racial dos "nórdicos" de "estoque antigo". Trazendo também leis de incesto e justificando leis anti-mestiçagem.

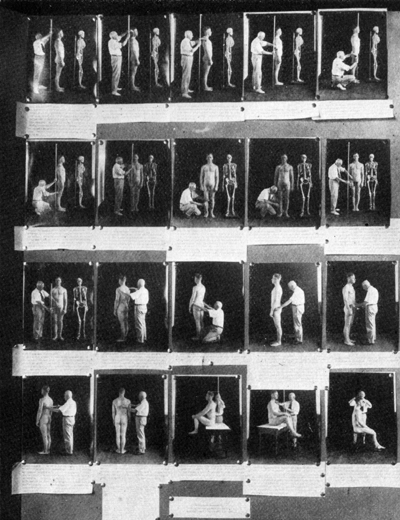
Exposição de antropometria em conferência eugênica de 1921.

Stephen Jay Gould argumentou que as restrições de imigração dos anos 20 e de 1965 foram motivadas pela eugenia, visando hierarquizar nacionalidades de "mais desejáveis" (anglo-saxões e nórdicos) a "menos" (chineses e japoneses). Outros afirmam que Congressos se preocuparam mais com preservar a integridade cultural do que com eugenia.
No período, o presidente Theodore Roosevelt declarou: "Sociedade não deve permitir que degenerados se reproduzam." A pesquisa era financiada por filantropias e realizada em universidades prestigiadas. Era lecionada em colégios e universidades e tida como ciência progressista; antes de as câmaras de gás nazistas revelarem o potencial genocida da eugenia.

### Austrália
A política de remoção de crianças de ascendência mista de seus pais no final do século XIX e início do XX baseou-se na teoria eugênica de que o aborígene "puro" estava fadado à extinção diante de doenças trazidas pelos colonizadores. A ideologia de hierarquia civilizacional via nórdicos superiores e aborígenes inferiores levou a leis que ofereciam à polícia e a agentes do Estado poder para transferir crianças mistas a instituições de assimilação cultural. Instituições governamentais e missionárias para crianças mistas foram estabelecidas em todos os estados. O filme Rabbit-Proof Fence (2002) retrata a realidade e as consequências desse sistema.
Em 1922, A.O. Neville tornou-se Protetor Chefe de Aborígenes da Austrália Ocidental e implementou a polêmica política de "Assimilação", removendo crianças, justificando-se pela "absorção biológica" dos aborígenes na população branca.

### Brasil

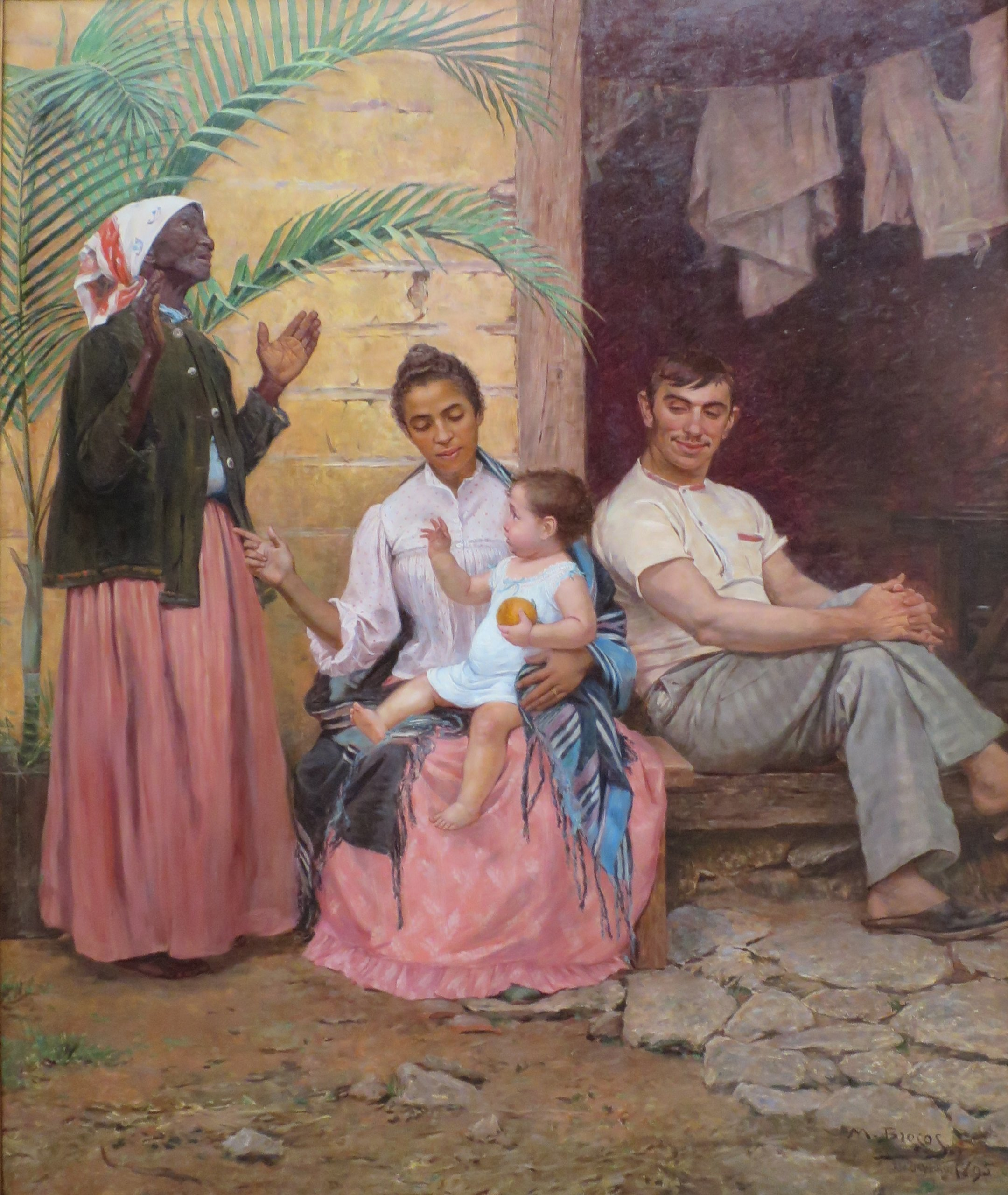
Redenção de Can (1895), de Modesto Brocos, ilustrando o processo de branqueamento racial no Brasil através da miscigenação.

O darwinismo social influenciou cientistas, educadores e autoridades no final do século XIX e início do XX, levando à "Política de Branqueamento", que visava aumentar a população branca via miscigenação com imigrantes europeus.
A primeira conferência eugênica na América do Sul ocorreu em abril de 1917, seguida pela fundação, em janeiro de 1918, da Sociedade Paulista de Eugenia, que atuou junto a agências de saúde e psiquiatria. Em 1931, criou-se o "Comitê Central de Eugenismo", presidido por Renato Kehl, que propôs fim da imigração de não-brancos e políticas contra miscigenação.
As ideias do Comitê conflitaram com a Política de Branqueamento: enquanto esta defendia miscigenação para reduzir africanos puros favoráveis ao branqueamento, o Comitê defendia separação total entre brancos e não-brancos. Com a industrialização, surgiu o ideário do lusotropicalismo de Gilberto Freyre, que viu na população mestiça brasileira vantagem para o trabalho em clima tropical, ideia controversa e sem embasamento científico.

#### Fundação Rockefeller no Brasil
Nas primeiras décadas do século XX, o trabalho da Fundação Rockefeller foi decisivo para iniciativas de saúde pública no Brasil, onde eugenia e saneamento eram vistos como sinônimos: "sanear é eugenizar".

### Canadá
No Canadá, a eugenia ganhou apoio de médicos que ligavam hereditariedade e saúde pública. Duas províncias promulgaram leis de esterilização: Alberta (Sexual Sterilization Act, 1928), com foco em indivíduos mentalmente deficientes, apoiada por grupos como o United Farm Women's Group e por Emily Murphy.
Como em outras ex-colônias britânicas, eugenia associou-se a agendas racistas, inclusive esterilização forçada de povos indígenas e iniciativas provinciais como o programa do Alberta Eugenics Board. Em 1928, qualquer interno de escola residencial indígena podia ser esterilizado mediante aprovação do diretor; pelo menos 3 500 indígenas sofreram o procedimento. Investigações sobre esterilização e mortes intencionais de jovens de Primeiras Nações em escolas residenciais seguem em curso.
Avaliações com testes de QI como o Stanford–Binet prejudicaram imigrantes que não dominavam o inglês, levando muitos deles a serem esterilizados. Em British Columbia, lei semelhante entrou em vigor em 1933, com o British Columbia Eugenics Board recomendando esterilização de pessoas com "doença ou deficiência mental".
Embora sem lei equivalente em Ontário, o julgamento da enfermeira Dorothea Palmer em 1936 por distribuir informações sobre controle de natalidade — defendida por eugenista Alvin Ratz Kaufman — ilustra a influência do lobby eugênico. Acusada de obscenidade, Palmer foi absolvida em 1937 no caso conhecido como The Eastview Birth Control Trial.
A eugenia atingiu pico de popularidade na Grande Depressão como forma de aliviar custos sociais com indivíduos "defeituosos". Embora desacreditada após os abusos nazistas, as leis de esterilização de Alberta e British Columbia só foram revogadas em 1972.

### Alemanha

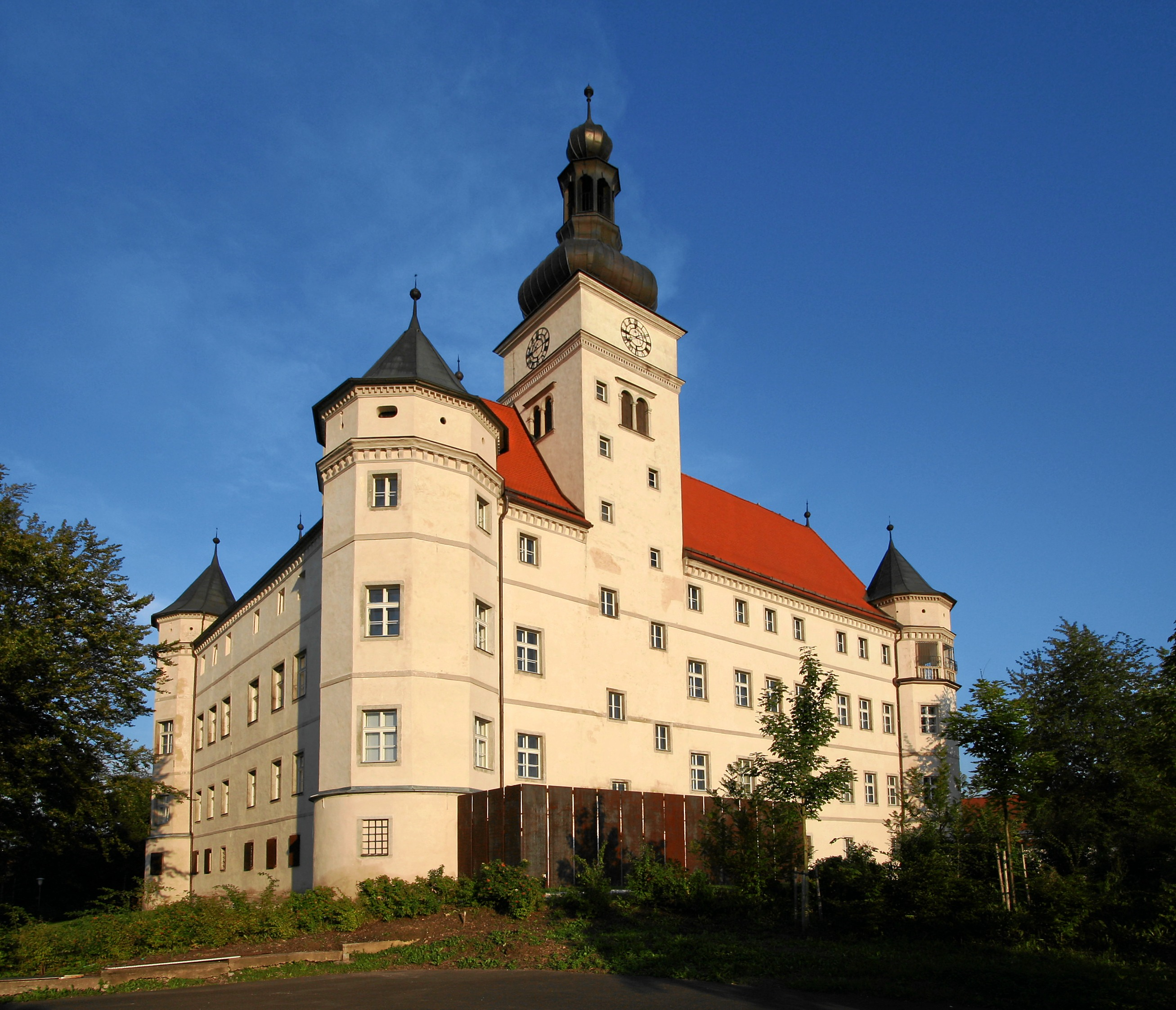
Centro de Eutanásia de Hartheim, 2005

A Alemanha Nazista sob Adolf Hitler promoveu programas de eugenia sob o conceito de higiene racial. Realizaram experimentos em prisioneiros, incluindo pesquisas de Otmar von Verschuer e Karin Magnussen baseadas em "material humano" coletado por Josef Mengele em Auschwitz. Nos anos 30 e 40, o regime esterilizou forçadamente cerca de 400 000 pessoas vistas como mentalmente incapacitados entre 1934 e 1937. Isso levou um eugenista americano a reclamar que "os alemães estão nos vencendo no nosso próprio jogo".
Eles também implementaram programas de "eutanásia" obrigatória, assassinando dezenas de milhares de deficientes em programas como Aktion T4 por meio de câmaras de gás e injeções letais.

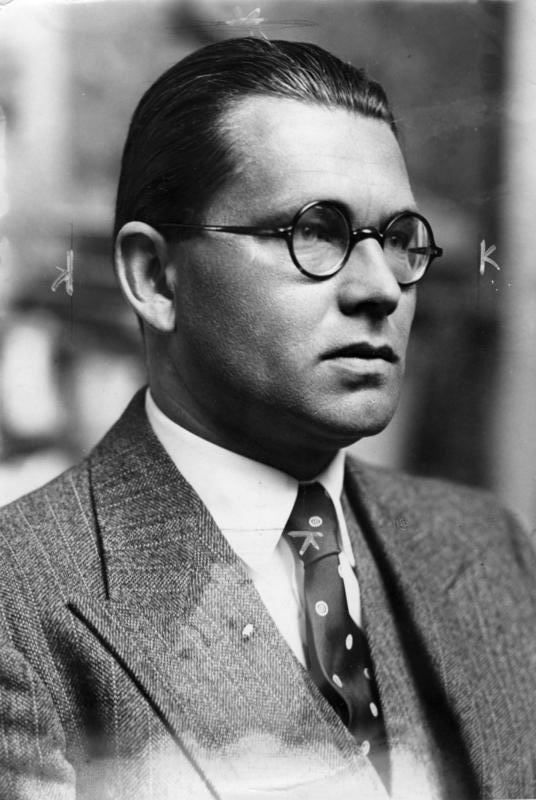
Philipp Bouhler, chefe do programa Aktion T4

Políticas de eugenia positiva incluíram prêmios a mulheres arianas com muitos filhos e incentivo ao serviço de maternidade para mulheres consideradas puras racialmente. Acusações de que mulheres eram impregnadas por oficiais da SS no programa Lebensborn foram debatidas, mas evidências apontam práticas coercitivas posteriores, como adoção forçada de crianças de países ocupados. A ênfase em higiene racial justificou o genocídio dos judeus na Solução Final e levou ao Holocausto.
A escala e a coerção dos programas nazistas criaram associação indelével entre eugenia e o Terceiro Reich.
A eugenia racial também motivou o expansionismo colonial alemão, visando territórios de impérios em declínio como China, impérios ibéricos e holandês.

#### Colônias alemãs na África
Predefinição:More citations needed section

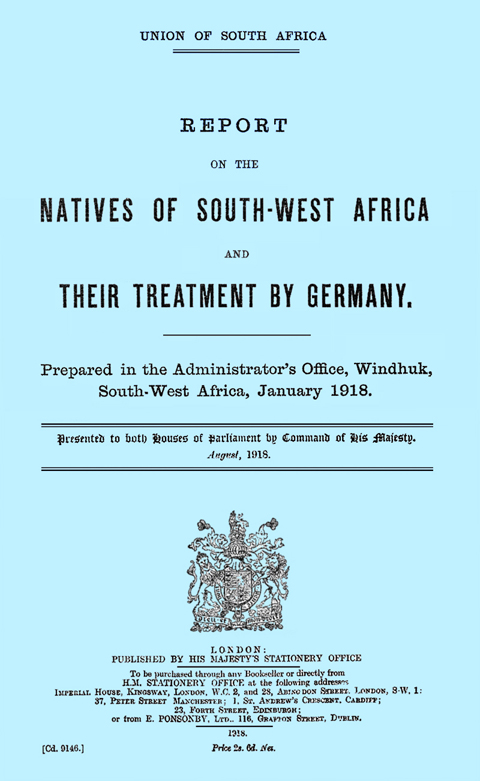
Capa do Bluebook britânico de 1918, destruído em 1926.

As colônias alemãs (1885–1918) incluíam Alemanha do Sudoeste Africano (atual Namíbia), Camarões, Togolândia e África Oriental Alemã (atual Tanzânia, Ruanda e Burundi).
O genocídio dos herero em Namíbia foi documentado no "Bluebook" britânico de 1918, com fotos de campos de concentração como Shark Island e Windhoek.
Cérebros de herero foram coletados para estudos antropológicos no Instituto Kaiser Wilhelm a partir de 1928.
Físicos antropólogos mediam capacidade craniana para provar inferioridade de judeus, negros e italianos, em contraste com antropologias alemãs do século XIX mais cosmopolitas.

#### Colônias alemãs no Pacífico
Eugen Fischer e estudantes do Instituto Kaiser Wilhelm fizeram estudos de "Bastard studies" em populações miscigenadas de colônias africanas e do Pacífico. Fischer colaborou com Charles Davenport dos EUA.

#### Caribe e América do Sul
Rita Hauschild conduziu "bastard studies" em Trinidad e na Venezuela (1935–1937), estudando híbridos "chinês-negro" e "chinês-indiano" em Tovar e Trinidad para apoiar a doutrina nazista de higiene racial. Johannes Schaeuble fez estudos similares no Chile.

### Japão
No início da era Shōwa, governos japoneses implementaram políticas eugênicas para limitar nascimento de filhos com traços "inferiores" e proteger mães. A lei de 1940, após emendas, tornou-se o National Eugenic Law em 1940, definindo eugenia como prevenção de aumento dose genéticas ruins e promoção das boas. Permitindo esterilização forçada eugenicamente justificada.
A lei de 1948 ampliou esterilizações compulsórias a criminosos geneticamente predispostos, portadores de doenças hereditárias (daltonismo, hemofilia, albinismo, etc.) e afecções mentais (esquizofrenia, bipolaridade, epilepsia). Em 1952, ampliou-se a pessoas com doenças mentais.
As leis de prevenção à hanseníase (1907, 1931 e 1953) permitiram segregação em leprosários com aborto forçados e esterilização compelida sob justificativa de hereditariedade. Oponentes como Noburo Ogasawara foram denunciados como traidores em 1941.
Um dos últimos atos eugênicos do regime Shōwa foi a ordem de 19 de agosto de 1945 do Ministério do Interior para criar serviço de prostituição para soldados aliados, justificando-se como método de "preservar a pureza dos japoneses", sacrificando milhares de "Okichis".

### Coreia
Durante o domínio japonês na Coreia, desejou-se desencorajar casamentos entre mulheres japonesas e trabalhadores coreanos, vistos como "inferiores", por considerarem que tais uniões “baixariam o calibre” dos Yamato. Contudo, o pioneiro Unno Kōtoku defendeu que endogamia exclusiva japonesa poderia degenerar a raça, recomendando miscigenação com coreanos por noções de heterose. Pesquisas sorológicas oficiais alegavam origem ancestral comum entre japoneses e coreanos.
Após a independência, tanto o Norte quanto o Sul perpetuaram a ideia de nação etnicamente homogênea por linhagem única (“pure-blood-ism”), fonte de orgulho nacionalista e discriminação contra pessoas multirraciais. Leis de esterilização de deficientes mentais foram vigentes de meados dos anos 70 até 1997, quando a disposição de Park Chung-Hee foi revogada.

### China
Na República da China (1912–49), eugenia foi debatida como forma de melhorar a sociedade. O principal defensor chinês foi o sociólogo Pan Guangdan, junto a intelectuais como Gao Xisheng, Zhou Jianren, Chen Da e Chen Jianshan. Chen Da ligou debate eugênico às políticas de planejamento familiar e Política do Filho Único na China continental.

### Outros países
Programas eugênicos, sobretudo de esterilização de consideradas deficientes mentais, também ocorreram em Suécia, Dinamarca, Estônia, Finlândia, França, Islândia, Noruega e Suíça. Na Dinamarca, leis de eugenia foram aprovadas em 1926 e 1932; em Noruega, lei de esterilização forçada em 1934.

### Marginalização pós-Segunda Guerra e criptoeugenia

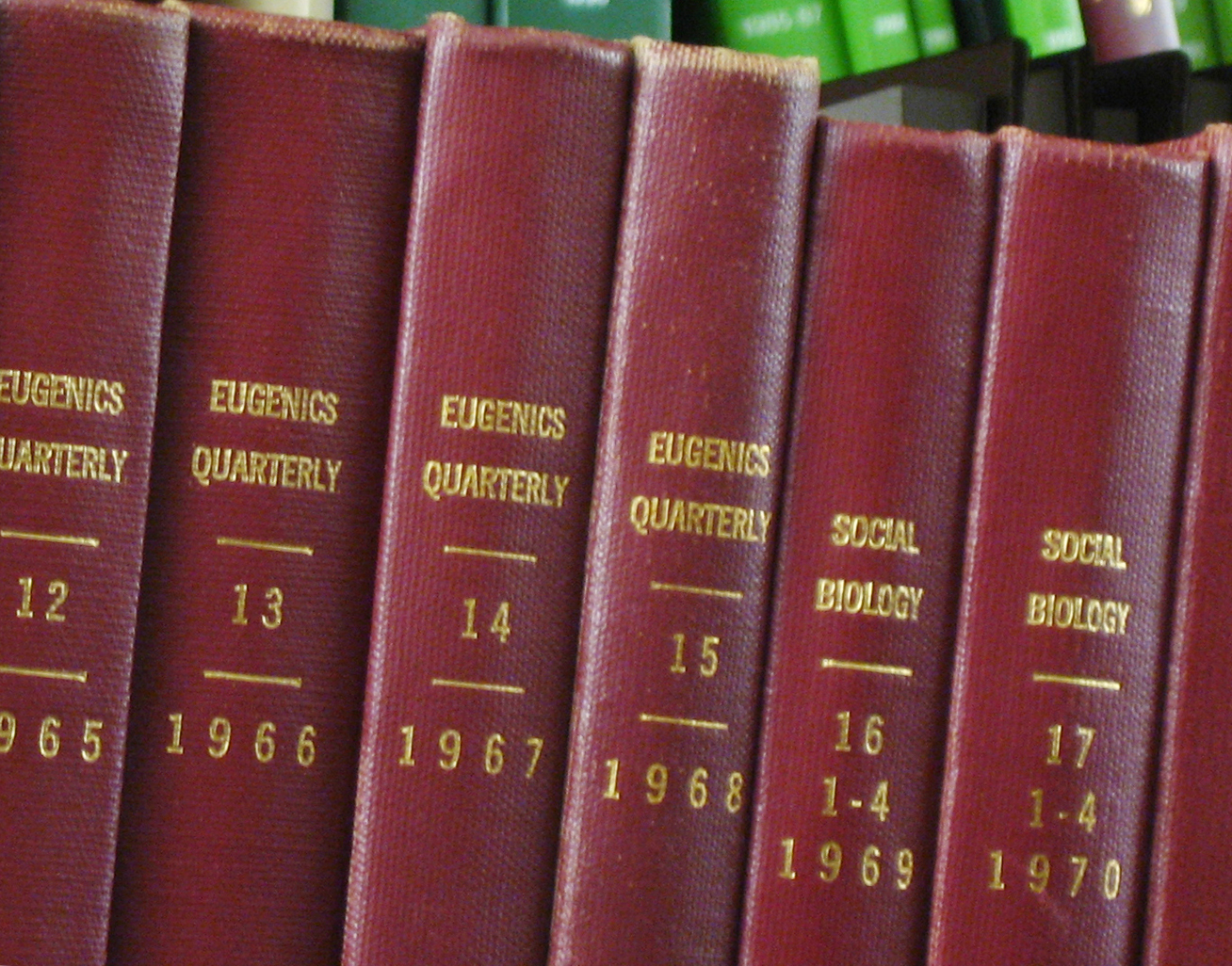
Após a guerra, eugenia tornou-se impopular. Muitas sociedades renomearam instituições, como ``Eugenics Quarterly`` que virou ``Social Biology`` em 1969.

Desde os anos 20, a dificuldade de prever hereditariedade e críticas à noção de valor econômico como medida de mérito levaram ao descrédito científico da eugenia. Com os horrores nazistas e os julgamentos de Nuremberg, foram formuladas políticas de ética médica e a declaração da UNESCO de 1950 sobre raça, seguida em 1978 por nova declaração contra racismo e preconceito.
Muitos eugenistas pré-guerra adotaram a "criptoeugenia", atuando discretamente como antropólogos, biólogos e geneticistas respeitados, como Robert Yerkes nos EUA e Otmar von Verschuer na Alemanha. Californiano Paul Popenoe fundou o aconselhamento matrimonial nos anos 50, a partir de interesses eugênicos.
Em 1957, reunião da Sociedade de Eugenia britânica discutiu "atividades em criptoeugenia", aumentando apoio financeiro à Family Planning Association e ao International Planned Parenthood Federation, mudando nome para Instituto Galton.
A American Life League, opositora do aborto, afirma que a eugenia foi "re-embalada" após a guerra sob o pretexto de controle populacional e ambientalismo, citando o apoio histórico de Julian Huxley, primeiro diretor-geral da UNESCO e ex-presidente da Sociedade de Eugenia.
Livros didáticos de alto e médio nível (1920–40) ainda apresentavam eugenia como progresso científico. Vários jornais científicos de hereditariedade hospedavam artigos eugênicos. Em 1969, Eugenics Quarterly mudou para Social Biology. Entre membros da American Eugenics Society (1922–94) estavam Joseph Fletcher, Clarence Gamble e Garrett Hardin.
Nos EUA, o movimento perdeu apoio político até o fim dos anos 30, e a maioria das esterilizações compulsórias terminou nos anos 60, a última em 1981. Leis anti-miscegenação só foram derrubadas em 1967 em Loving v. Virginia, e o Immigration Act of 1924 foi substituído pelo Immigration and Nationality Act of 1965.
Ainda assim, acadêmicos como Hermann Muller, Joshua Lederberg e Francis Crick defenderam a eugenia na conferência "Man and His Future" de 1963 patrocinada pela Ciba Foundation. Algumas províncias canadenses mantiveram programas de esterilização compulsória até os anos 70.

## Eugenia moderna, engenharia genética e reavaliação ética
Desde os anos 80, com avanços em genética e projetos como o Projeto Genoma Humano, o potencial de modificação genética reacendeu debates eugênicos em bioética. O Convenção sobre os Direitos das Pessoas com Deficiência proíbe esterilização compulsória de deficientes e garante direito à adoção.
Pesquisadores minoritários, como Richard Lynn, Raymond Cattell e Gregory Stock, defendem políticas eugênicas modernas. Entre tentativas práticas, o "Repository for Germinal Choice" (1980–99), banco de esperma de Robert Klark Graham, gerou quase 230 crianças a partir de doadores como William Shockley e J. D. Watson.
Em The Bell Curve, Richard J. Herrnstein e Charles Murray argumentaram contra imigração de países com baixo QI nacional.

### China contemporânea
A lei de casamento de 1950 da República Popular da China proibia casamento de pessoas com disfunção erétil, doenças venéreas, transtornos mentais e hanseníase; a lei de 1980 cessou exclusões específicas, exigindo apenas aprovação médica em 2001.
Nos anos 90, algumas províncias mantiveram exames de saúde pré-casamento, exigindo esterilização ou contracepção prolongada de portadores de doenças genéticas — chamada pela imprensa ocidental de "Lei Eugenista". Médicos locais decidem quem é "inaptável" para casar. Apesar de críticas ocidentais, muitos geneticistas chineses apoiam a política.
Em 1999, em Sichuan, foi aberto o banco de esperma Notables' Sperm Bank, aceitando apenas professores como doadores, aprovado pela autoridade de planejamento familiar de Chengdu.

### Japão contemporâneo
No pós-guerra, a Lei de Proteção Eugenista (優生保護法, Yūsei Hogo Hō) de 1948 substituiu a lei nacional de 1940.
Permitia esterilização cirúrgica de mulheres quando ela, o cônjuge ou parentes até 4º grau tivessem doença genética grave e gravidez ameaçasse a vida da mulher, exigindo consentimento conjugal e aprovação de conselho eugênico prefectural.
Autorizava aborto em casos de estupro, hanseníase, doenças hereditárias e fetos inviáveis, mediante consentimento do casal e aval médico. Em maio de 1949, abrangeu também razões econômicas, legalizando na prática o aborto no Japão.
Embora a lei fosse clara, autoridades locais a usaram para justificar esterilizações e abortos forçados de portadores de deficiências e hanseníase, bem como discriminação contra pessoas com deficiências físicas e mentais.

### Rússia contemporânea
Na Rússia, Yuri Savenko, presidente da Asociación Psiquiátrica Independente, defende esterilização forçada de mulheres em asilos psiquiátricos, afirmando que "é necessário um controle mais rigoroso e aberto sobre a prática de eugenia preventiva, que, em si, é justificável".
Em 1993, ministro da Saúde russo determinou procedimentos de aborto forçado e esterilização de mulheres com deficiência somente com decisão judicial; ordem revogada em 2009 por Tatyana Golikova, porém ombudswoman de Perm Krai, Tatyana Margolina, relata esterilizações ainda realizadas sem decisão judicial, sob consentimento de guardiões de internatos psiquiátricos.

### Israel
O programa Dor Yeshorim visa reduzir incidência de doenças genéticas (Tay–Sachs, fibrose cística, Canavan, Fanconi, disautonomia familiar, glicogenose, Bloom, Gaucher, Niemann–Pick, mucolipidose IV) em comunidades judias ortodoxas, e é comparado à eugenia liberal pela triagem genética pré-casamento.
O Estado aconselha gratuitamente testes genéticos precoces para diagnóstico no útero; se positivo, pode-se optar por aborto, com consentimento.
Comunidades ashkenazi vêm usando programas de triagem por conta própria. Em alguns círculos, o shidduch (intermediação de casamento) requer testes sanguíneos para evitar uniões de portadores de doenças recessivas, interrompendo pretendentes quando ambos são portadores de Tay–Sachs. O judaísmo desincentiva aborto, salvo risco à mãe, mas a prática busca evitar homozigose letal, não alterando frequências alélicas, pois não impõe seleção, mas sim casamento disassortativo.

### Reavaliação ética
Conceitos chamados de "eugênicos" ainda geram controvérsia. Bioeticistas Stephen Wilkinson e Eve Garrard observam que, dada a história, "não há argumento contundente para abandonar completamente o termo ‘eugenia’, mas preocupações com ambiguidade, confusão e manipulação exigem definição clara por parte de quem o usa."
Debates sobre engenharia genética invocam a história da eugenia como advertência. Alguns defendem que até programas não coercitivos são inerentemente antiéticos.
James D. Watson, primeiro diretor do Human Genome Project, criou o programa ELSI (Implicações Éticas, Legais e Sociais) para antecipar críticas de eugenia e garantir debates antes que o projeto fosse desacreditado como "eugenia disfarçada".
O filósofo Philip Kitcher definiu uso de triagem genética parental como forma de "eugenia voluntária". Em 2006, Richard Dawkins afirmou que seria possível e ético debater diferenças entre criar filhos para uma aptidão específica e treiná-los para obtê-la.
O historiador Nathaniel C. Comfort escreveu em 2012: "O impulso eugênico nos leva a eliminar doenças, viver mais e com mais saúde, ter maior inteligência e melhor ajuste às condições sociais." Ele afirma que os benefícios para a saúde e os lucros da biomedicina genética são fortes demais para serem ignorados.
Bill McKibben alerta que tecnologias reprogenéticas beneficiarão desproporcionalmente os mais ricos, ampliando o fosso social e criando uma "divisão genética". Lee M. Silver, que cunhou o termo "reprogenética", também adverte que sem reformas sociais concomitantes, tais métodos criariam sociedade de "haves" e "have-nots".